# Mjöbäcks pastorat
Mjöbäcks pastorat var ett pastorat inom Svenska kyrkan i Kinds kontrakt av Göteborgs stift. Pastoratskod: 081201. Pastoratet låg i Svenljunga kommun och utgjorde en kyrklig samfällighet som omfattade följande församlingar:
- Holsljunga församling
- Mjöbäcks församling

Pastoratet omfattade samhällena Överlida, Mjöbäck och Holsljunga med kringliggande landsbygd och är beläget i södra Västergötland nära gränsen mot Halland.
Pastoratet uppgick 2014 i Kinds pastorat.